# 林慎一 (ゴルファー)
林 慎一（はやし しんいち、1941年3月10日 - ）は、日本のプロゴルファー。

## 来歴
後輩の吉川一雄と共に田辺カントリー倶楽部に所属し 、1975年の美津濃トーナメントでは内田繁・草壁政治に次ぐと同時に野口英雄と並んでの4位タイに入った。
1978年の美津濃トーナメントでは初日67、2日目69と2日連続60台をマークし、金本章生・内田・草壁・野口に次ぐ5位に入った。
1979年の関西オープンでは初日を市川良翁・甲斐俊光・寺田寿・吉川と並んでの10位タイでスタートし、2日目には島田幸作・渡辺修・寺本一郎と並んでの6位タイに着け、最終日には前田新作・島田・山本善隆・入江勉と並んでの7位タイに入った。
1979年の日本プロでは初日を4アンダー68で磯崎功・横島由一・久保四郎・宮本省三・尾崎将司と並んでの4位タイ、1983年に有馬ロイヤルGCで初めて開催された関西オープンでは初日を寺本一郎と並んでの9位タイでスタートした。